# Szabó László (tájfutó)
Szabó László (Pécs, 1955. június 18. – 2024. január 25.) magyar tájfutó. 1977-ben az év tájfutójának választották Magyarországon.

## Pályafutása
1973 és 1977 között illetve 1980-tól a PVSK, 1978-89-ben a Honvéd Schönherz SE versenyzője volt. 1977 és 1982 között a válogatott keret tagja volt. 1977-ben az az év magyar tájfutójának választották.

## Sikerei, díjai

### Egyéni
- Magyar bajnokság
  - bajnok: 1977 (nappali), 1979 (hosszútávú)
  - 3.: 1978 (nappali)
- Az év tájfutója: 1977

### Váltóban
- Magyar bajnokság
  - bajnok: 1978, 1979, 1981, 1982, 1984, 1985, 1988

### Csapatban
- Magyar bajnokság
  - bajnok: 1981, 1985